# アシシュ・ナンディ
アシシュ・ナンディ （ヒンディー語：आशीष नंदी, 英語：Ashis Nandy、1937年5月13日 - ） は、インドのニューデリーにあるインド国立発展途上社会研究センターの政治心理学者、科学社会学者。知と文化について、未来像、文明間の対話などに関する著作を数多く発表している。行動的な知識人であり、「インドの良心」とも称される。

## 来歴
インドのビハール州バーガルブルに生まれる。1961年、ナーグプル大学大学院修士課程修了（社会学）。1965年からインド国立発展途上社会研究センター研究員（1992年から1997年まで所長を務めた）。1971年、グジャラート大学博士（臨床心理学）。
スミソニアン研究所、世界未来学会連合評議員、イギリス連邦人権啓発・推進委員会委員、ベルリン高等研究所研究員、カリフォルニア大学評議会評議員、ポストコロニアル研究所特別研究員、インド社会科学研究会議国家指名会員などを歴任した。
インド国立発展途上社会研究センターでの研究を通じて、臨床心理学と社会学とを統合させた独自の方法論を構築した。
2007年、福岡アジア文化賞を受賞した。